# Tias Eckhoff

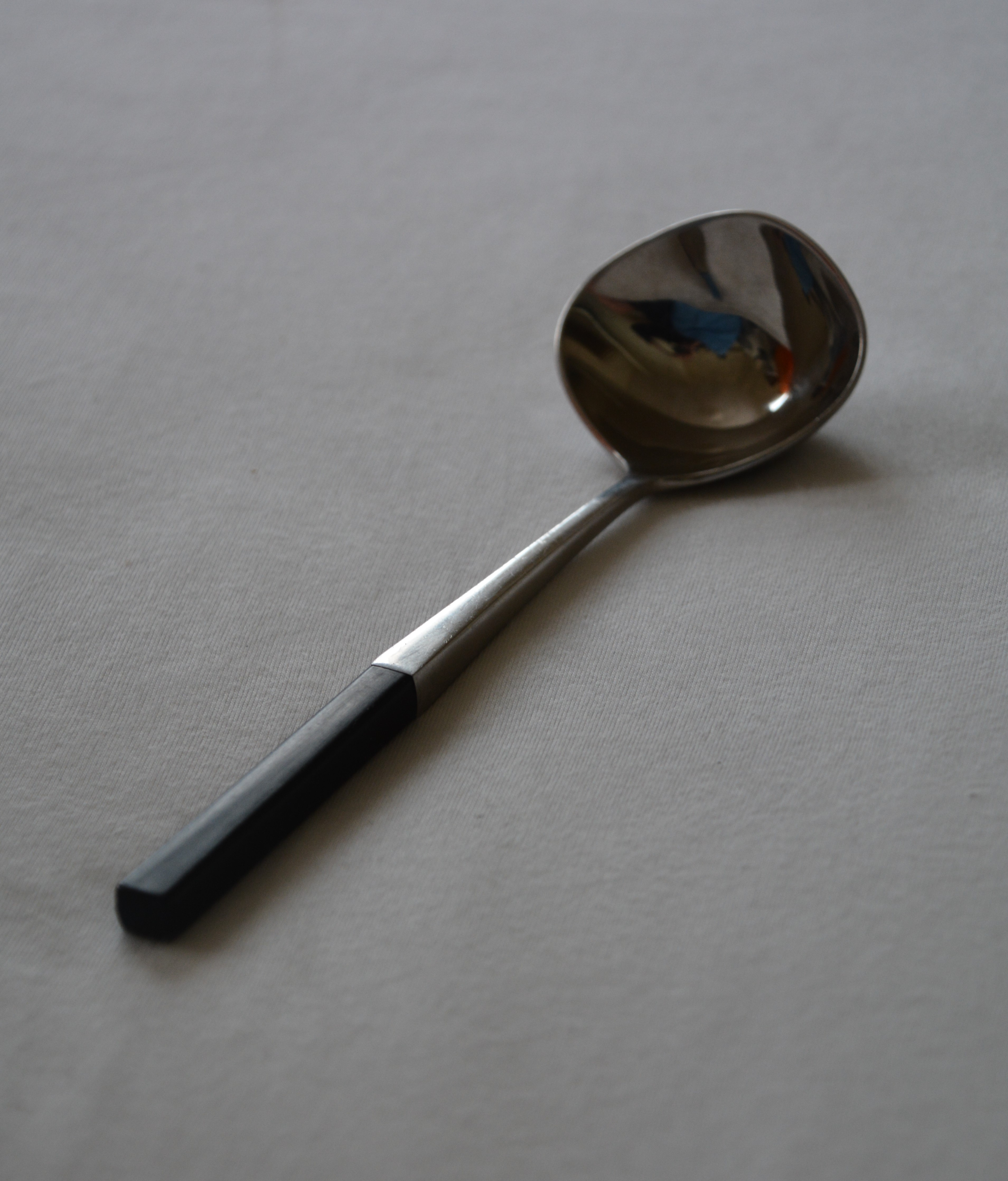
Opus såssked från 1958, tillverkad av Dansk Knivfabrik i Lundtofte

Mathias Gerhard (Tias) Eckhoff, född 25 juni 1926 i Vestre Slidre, Norge, död 30 januari 2016 i Gjøvik, var en norsk keramiker och industriell formgivare.

## Biografi
Tias Eckhoff utbildade sig på Statens håndverks- og kunstindustriskole i Oslo. Han gjorde sedan praktik som keramiker vid Saxbo i Danmark och for på många studieresor både i Norge och utomlands. Han praktiserade också som keramiker vid Bjørre Norsk Keramikk i Asker tillsammans med Eystein Sandnes (1927–2006).
Eckhoff arbetade vid Porsgrunds Porselænsfabrik från 1949, som konstnärlig ledare från 1953 till 1960 och senare som konsult. Det mest kända porslinet han formgav för IDO var Det riflete 1952 och Glohane 1955, men han skapade också modeller som Regent, Hankø, Nektar och Meny. Han formgav flera restaurangporslin och sanitetsporslin som t.ex. handfat.
Från 1957 fick han sin egen ateljé i Oslo. Han formgav bland andra matbestickserien Cypress i silver för Georg Jensen, Opus och Fuga i rostfritt stål för Dansk Knivfabrik i Lundtofte samt Maya, Una, Tiki och Chaco för Norsk stålpress.
På 1970- och 1980-talen formgav han flera stapelbara stolar, som Ana och Tomi i plast. År 1995 kom en stol och ett bord i formpressad faner, Bella. Han skapade också andra saker som nycklar för TrioVing och konstglas för Hadeland Glassverk.

## Priser och utmärkelser i urval
- 1953 – Lunningpriset
- 1954 – guldmedalj på Milanotriennalen
- 1957 – guldmedalj på Milanotriennalen
- 1970 – guldmedalj på Milanotriennalen
- 1961 – guldmedalj vid Deutsche Handwerksmesse, München
- 1974 – Jacobpriset
- 2007 – kommendör av Sankt Olavs orden för sina bidrag till norsk industridesign[6]